# Aphelia paleana
Espèce
Aphelia paleana est une espèce d'insectes de la l'ordre des lépidoptères (papillons).
- Répartition : Europe de l'Ouest, Europe du Nord,  Scandinavie